# Maternidade (livro)
Maternidade é um romance de autoficção da escritora canadense Sheila Heti. No Brasil, o livro foi publicado em 2019 pela Companhia das Letras. Em Maternidade, Heti reflete sobre os dilemas que envolvem a decisão de uma mulher ter ou não ter filhos.

## Temas
Heti começou o livro em 2010, mas só por volta de 2015 se dedicou a sério. Originalmente seria um livro de não-ficção, com relatos de mulheres e homens sobre suas experiências. Para a autora, muitos livros sobre a maternidade começam quando o bebê já foi concebido ou depois de ter nascido, mas havia uma lacuna sobre o tema da mulher que não deseja ter filhos. Heti quis fazer com que o leitor pudesse refletir sobre outras possibilidade que sequer foram consideradas por nunca tê-las visto manifestadas ou escritas, como a de que uma mulher pode ser uma pessoa completa mesmo que ela não tenha tido filhos. Para a autora, uma mulher que decide não ter filhos faz uma opção corajosa, pois precisará explicar a todo o momento o porquê.

## Desenvolvimento
Para o desenvolvimento do livro, a autora leu muitos livros populares sobre a maternidade, mas também acompanhou as discussões nas seções de comentários de artigos online relacionados à maternidade, pois queria ter referências da cultura contemporânea e da sociedade. Outra obra que influenciou a autora foi A Life’s Work, de Rachel Cusk.
Para compor a história da personagem principal, Heti se inspirou nas histórias de vida de sua avó, de sua mãe, e seus próprios conflitos e dilemas.